# グレゴリウス山田
グレゴリウス山田（生年月日非公開）は、日本のイラストレーター、漫画家。当人は本業が無職で、これらは副業と自称している。甲冑、中世ヨーロッパに造詣が深い。

## 経歴と作風
2000年代よりヤマーーダ、ヤマ～～ダ、ヤマーーーダ等の名前でpixivを中心にイラストレーターとして活動。2001年、ファンタジーRPGをプレイする際、吟遊詩人やランツクネヒトなどの職業に疑問を抱き、それら時代性のある実在の職業を調査研究し、RPGジョブ設定集という想定のもと、ヤマーーダ名義で「十三世紀のハローワーク」を同人誌として編著。以降、膨大な資料と知識にユーモアを交え、約1年おきに「十三世紀のハローワーク(塩)」、「十三世紀のハローワーク(鮭)」、「十三世紀のハローワーク(へあ)」を頒布し話題となる。
2016年2月より集英社「となりのヤングジャンプ」でウェブコミック「竜と勇者と配達人」を連載開始。
2017年1月に同人誌版を1冊にまとめた商業誌版として「十三世紀のハローワーク」を発売。「竜と勇者と配達人」第1巻と同時発売とし、コラボ企画も行われた。

## 人物
イラストはすべてディスプレイ上で作画しており、CLIP STUDIO PAINT、SAI、Photoshopを用途によって使い分けている。
仕事場に和洋問わず甲冑をコレクションしている。その後甲冑格闘技「ヘヴィファイト」の存在を知り、実際に使用する実用派となった。
一貫して中世甲冑姿を自画像とし、近影写真なども甲冑姿である。

## 作品リスト

### 漫画作品
- 『三丁目雑兵物語』（朝日新聞出版「週刊朝日増刊『真田太平記』」2015年12月26日創刊号 - 2019年9月27日最終号、『Nemuki+』2025年1月号[5]）
- 『竜と勇者と配達人』（集英社「となりのヤングジャンプ」、「ウルトラジャンプ」で連載）全9巻

### 単行本
- 『中世実在職業解説本 十三世紀のハローワーク』（2017年2月、一迅社）

### イラスト
- 冒険者デビューには遅すぎる?（2016年1月9日、著：あおおに、宝島社）– ヤマーーダ名義
- 冒険者デビューには遅すぎる? 2 （2016年5月7日、著：あおおに、宝島社）– ヤマーーダ名義
- Re:Monster （著：金斬児狐、アルファポリス）– ヤマーダ名義
- とあるおっさんのVRMMO活動記（著：椎名ほわほわ、アルファポリス）– ヤマーダ名義